# Paratyphis spinosus
Paratyphis spinosus är en kräftdjursart som beskrevs av Spandl 1924. Paratyphis spinosus ingår i släktet Paratyphis och familjen Platyscelidae. Inga underarter finns listade i Catalogue of Life.